# Classe Raimondo Montecuccoli
La classe Raimondo Montecuccoli fu una classe di incrociatori leggeri della Regia Marina Italiana, dotata di idrovolanti IMAM Ro.43, successore della classe Luigi Cadorna, di cui fu un miglioramento, erano dotati di una corazzatura migliore e di motori più potenti per conservare la stessa velocità.

Furono costruite due navi di questa classe:
- Raimondo Montecuccoli (rimodernato nel 1954, radiato nel 1964)
- Muzio Attendolo (affondato 4 dicembre 1942)

## Progetto
Dal 1931 iniziò lo sviluppo di una nuova classe di incrociatori evoluzione dei precedenti classe Condottieri aumentandone la protezione senza perdere in velocità così ne fu aumentato del 20% il dislocamento e del 6% la potenza.

### Scafo
Lo scafo era dotato di una prua a clipper e di una poppa arrotondata, il castello di prua si prolungava fino a metà nave, all'altezza del primo fumaiolo. Tra le due torrette di prua sovrapposte ed il fumaiolo era presente una tuga che culminava con il torrione, semiconico, che ospitava, in sommità, la stazione di direzione del tiro, SDT,  principale. A centronave era presente una catapulta orientabile per il lancio di tre aerei tipo IMAM Ro.43. Il fumaiolo di prua serviva 4 caldaie, delle 6 presenti, le rimanenti due scaricavano dal fumaiolo di poppa, avente dimensioni inferiori. Le navi erano dotate di un timone semicompensato.

### Impianti
L'apparato propulsore era costituito da due gruppi turboriduttori Belluzzo alimentati da sei caldaie tipo Yarrow a tubi d'acqua alimentate a nafta. Il gruppo propulsore posto nei locali di poppa azionava l'asse e l'elica sinistra, mentre il gruppo posto nel locale di prua, l'elica di dritta. La potenza fornita era di 126 000CV che permetteva una velocità massima di 38 nodi raggiunti nelle prove in mare dal Montecuccoli (36 nodi l'Attendolo). Le navi erano in grado di imbarcare 1300 tonnellate di nafta che permettevano un'autonomia massima di 4120 miglia alla velocità di crociera di 18 nodi. Il Montecuccoli nel 1953-1954 fu trasformato in nave scuola, quindi, per aumentare gli spazi interni,  furono sbarcate due caldaie, la potenza passò a 75 000 cv che fornivano una velocità massima ridotta a 29 nodi.

### Protezione
La protezione, limitata all'area compresa tra le due torrette più lontane, era di 60 mm alla cintura, a cui seguiva, distanziata di 1,6 m una paratia antischegge da 25 mm. Il ponte corazzato, che copriva i tre quarti della nave, aveva uno spessore di 30 mm. Le torri erano protette frontalmente da 70 mm di corazza, e le barbette delle torri avevano uno spessore di 50 mm. La torre di comando aveva uno spessore di 100 mm. Le navi erano dotate di un doppio fondo compartimentato in funzione antisiluro.

### Armamento
Le batterie principali erano formate da otto cannoni da 152/53 Modello 1929 su quattro torrette binate poste su due livelli a coppie. La gittata massima era di 22 600m all'alzo massimo di 45°, il peso del proietto era di 47,5 kg e veniva accelerato alla volata fino a 850 m/s, mentre il rateo di tiro raggiungeva i 5 colpi al minuto. L'armamento secondario si articolava su tre impianti binati scudati 100/47 modello 1928, quattro brandeggi binati per mitragliere Breda 37/54 1932 e quattro per mitragliere 13,2/75,7 mm Breda modello 1931.  A centronave erano presenti due impianti lanciasiluri da 533 mm e una catapulta brandeggiabile ad aria compressa per due idrovolanti IMAM Ro.43. Le navi imbarcavano 86 mine ormeggiate tipo P.200 della ditta Pignone e le attrezzature per il dragaggio. Sul ponte poppiero erano sistemati i lanciabombe di profondità. Nel 1942 le mitragliere da 13,2/75,7 mm furono sostituiti e integrati da 6 affusti binati Breda 20/65 modello 1935. Prima della fine del conflitto furono sbarcati i lanciasiluri e tutte le attrezzature per il lancio degli aerei. Nel dopoguerra, con la trasformazione in nave scuola del Montecuccoli, furono eliminate la torre prodiera superiore, i complessi da 100/47, e le mitragliere da 37/54, sostituiti da 4 affusti binati Bofors 40/56 e quattro affusti singoli del cannone-mitragliera da 20/70 Oerlikon.

#### Controllo del tiro

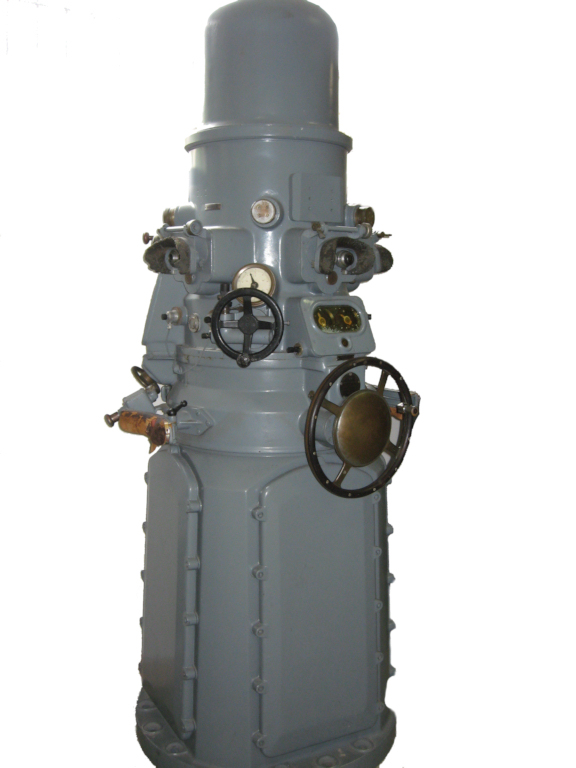
Apparecchio di Punteria Generale (A.P.G.) dell'incrociatore Raimondo Montecuccoli conservato presso il Museo Tecnico Navale di La Spezia

Le batterie principali da 152 mm erano controllate dalla torre di comando: nel torrione rotante di prua erano sistemati due stereotelemetri aventi una base di 5 metri, uno veniva utilizzato per il rilevamento della distanza del bersaglio mentre il secondo era dedicato al rilevamento delle salve in acqua per valutare le correzioni da apportare alla soluzione di tiro. Nel torrione era presente anche l'apparecchio di punteria generale. La punteria di riserva era nella torretta superiore di prua, servita da un stereotelemetro avente base di 7 metri. I dati del bersaglio erano trasmessi alla centrale di tiro tipo Regia Marina, tipo 2, dotata di gimetro che trasmetteva le soluzioni di tiro alle torrette. Durante il 1943, sul Montecuccoli, fu installato il telemetro radar EC3/ter «Gufo», sostituito da un radar di scoperta britannico dopo l'armistizio. Alla trasformazione in nave scuola fu installato un radar di origine statunitense, l'AN/SPS-6.

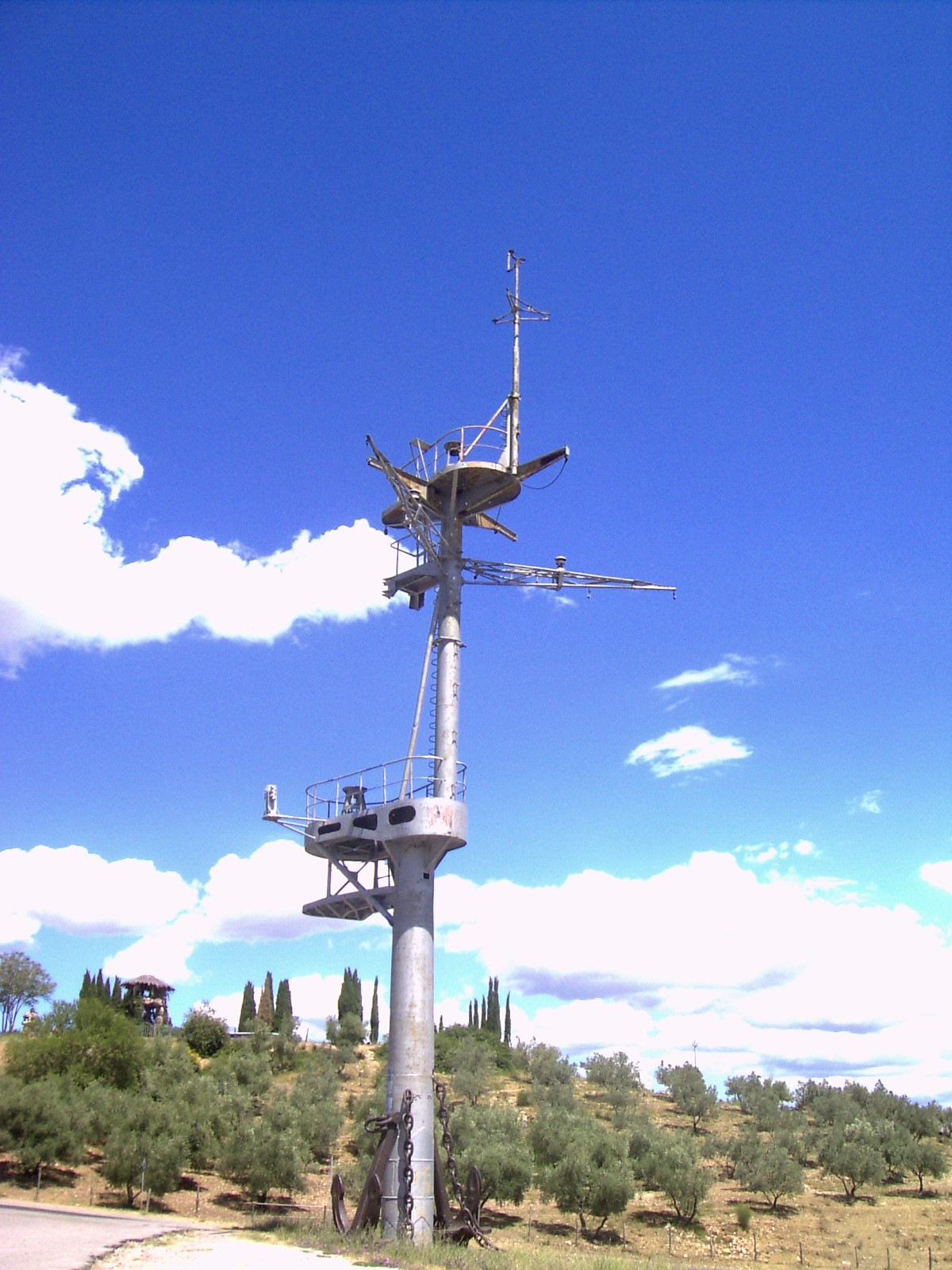
L'albero maestro del Montecuccoli conservato a Perugia

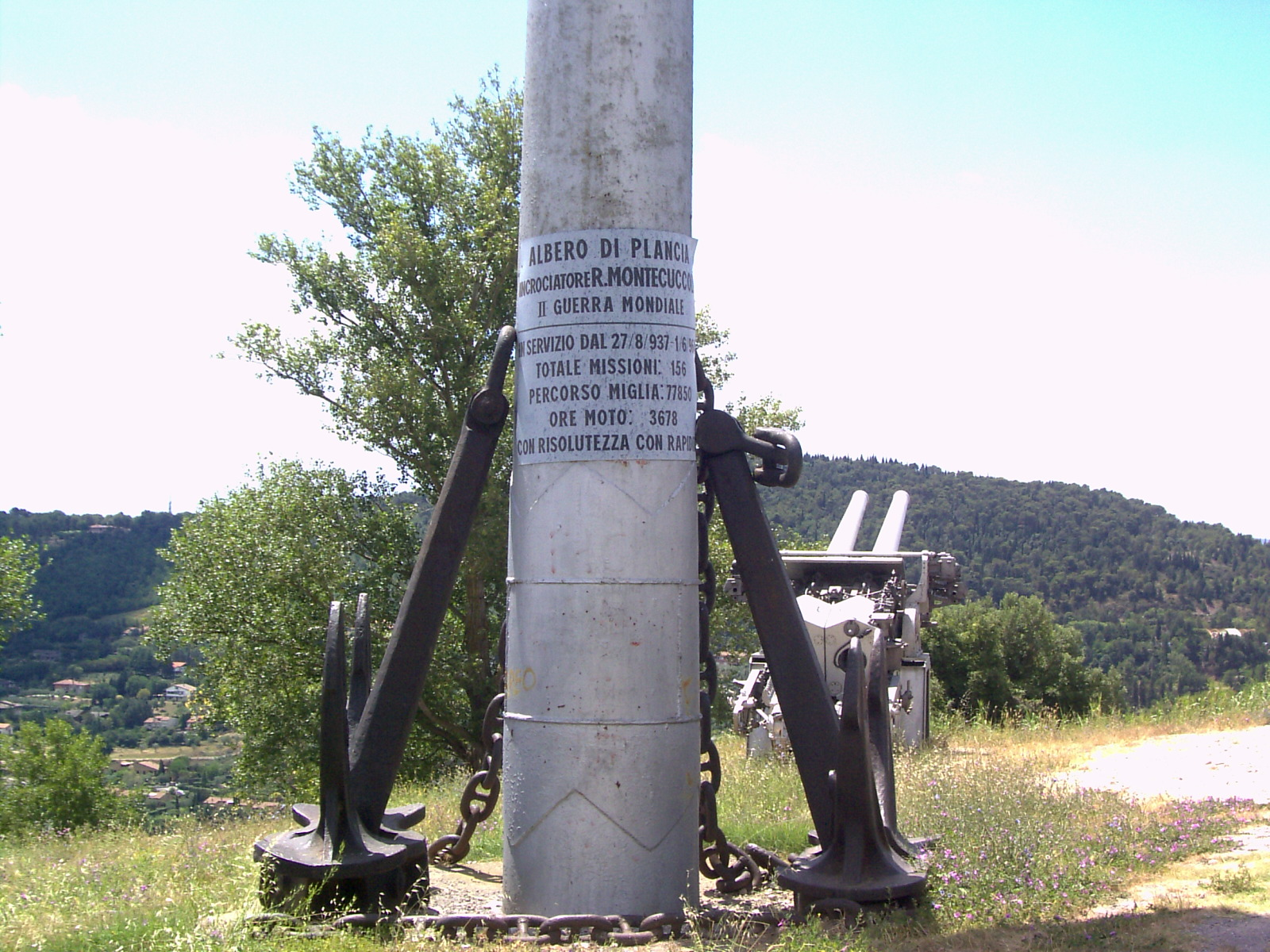
la targa ai piedi dell'albero maestro del Montecuccoli